# ごはんはおかず/U&I
「ごはんはおかず／U&I」（ごはんはおかず／ユーアンドアイ）は、放課後ティータイムの通算9枚目のシングル。2010年9月8日にポニーキャニオンから発売された。

## 概要
TBS系列で放送のテレビアニメ『けいおん!!』（アニメ第2期）の劇中歌シングル。放課後ティータイムの楽曲としては初めての両A面シングルである。
「放課後ティータイム」は、『けいおん!!』に登場する平沢唯、秋山澪、田井中律、琴吹紬、中野梓のキャラクター5人によるバンドユニット。歌っているのは、各キャラクターの声を演じる豊崎愛生、日笠陽子、佐藤聡美、寿美菜子、竹達彩奈の5人の声優。
『けいおん!!』第20話「またまた学園祭!」にて軽音部のメンバーによって演奏された楽曲で、同日のCMにてCD化が発表された。
過去にリリースされた挿入歌シングル「ふわふわ時間」「ぴゅあぴゅあはーと」と同様のトラック構成で、「ごはんはおかず」「U&I」の各パート（ギター、ベース、キーボード、ドラムス）ごとのマイナスワン・バージョンが収録されている。今作は両A面シングルであるため、2曲ともマイナスワン・バージョンを収録されており、シングルとしては異例の14トラックもの収録となった。
放課後ティータイムの楽曲は澪と紬によって作られている設定であるが、今回は唯が作詞した設定となっている。第20話のエンディングスタッフロールでは「作詞：平沢唯 作曲：琴吹紬」と表記されている。デタラメでコミカルな歌詞をノリの良いポップ・パンク風の演奏に乗せた、良い意味でのミスマッチさが印象的で、挿入歌の中でも人気の高い楽曲の一つ。
なお、「ごはんはおかず」の作編曲者であるbiceは、発売前の2010年7月26日に心筋梗塞で死去している。
クラムボンが2013年5月22日に発売したカバーアルバム「LOVER ALBUM2」や中野梓役の竹達彩奈のライブDVD&BD『竹達彩奈 LIVE HOUSE TOUR 2019「A」』（2019年11月6日発売）に「U＆I」のカヴァーが収録されている。
歌詞の内容からコミックソングとして捉えられ、コミックソングの一覧に「カレーのちライス」と共に記されている。実際、作中の文化祭ライブで初披露した時に唯が「ごはんはおかず」とタイトルを発した時に聞いてる生徒から「何だそれ」と爆笑される描写がある。

## 収録曲
（全作詞：平沢唯）
1. ごはんはおかず [3:11]
作曲・編曲：bice
ヴォーカル：平沢唯、コーラス：秋山澪
テレビアニメ『けいおん!!』第20話挿入歌
2. U&I [4:35]
作曲・編曲：前澤寛之
ヴォーカル：平沢唯、コーラス：秋山澪
テレビアニメ『けいおん!!』第20話挿入歌
曲の一部が劇伴としてアレンジされて「U&I 〜夕日の綺麗なあの丘で〜」のタイトルで『K-ON!! ORIGINAL SOUND TRACK Vol.2』に収録されている。
3. ごはんはおかず（Instrumental）
4. U&I（Instrumental）
5. ごはんはおかず（Instrumental【-Guitar1】）
6. ごはんはおかず（Instrumental【-Guitar2】）
7. ごはんはおかず（Instrumental【-Keyboard】）
8. ごはんはおかず（Instrumental【-Bass】）
9. ごはんはおかず（Instrumental【-Drums】）
10. U&I（Instrumental【-Guitar1】）
11. U&I（Instrumental【-Guitar2】）
12. U&I（Instrumental【-Keyboard】）
13. U&I（Instrumental【-Bass】）
14. U&I（Instrumental【-Drums】）

## 収録アルバム
| 曲名           | 収録アルバム                  | 発売日         | 備考                                                    |
| -------------- | ----------------------------- | -------------- | ------------------------------------------------------- |
| ごはんはおかず | 『放課後ティータイムII』      | 2010年10月27日 | 2ndオリジナルアルバム                                   |
| U&I            | 『放課後ティータイムII』      | 2010年10月27日 | 2ndオリジナルアルバム                                   |
| ごはんはおかず | 『K-ON! MUSIC HISTORY'S BOX』 | 2013年3月20日  | CD-BOX、ディスク4『放課後ティータイムII（Studio Mix）』 |
| U&I            | 『K-ON! MUSIC HISTORY'S BOX』 | 2013年3月20日  | CD-BOX、ディスク4『放課後ティータイムII（Studio Mix）』 |